# Crema al burro
La crema al burro è un tipo di crema ottenuta montando il burro assieme ad altri ingredienti come il tuorlo d'uovo, l'albume d'uovo, l'uovo intero, il cioccolato, la crema inglese, la crema pasticciera.
La crema al burro costituisce un popolare ripieno o guarnizione per torte, dessert e altri prodotti da forno.

## Storia

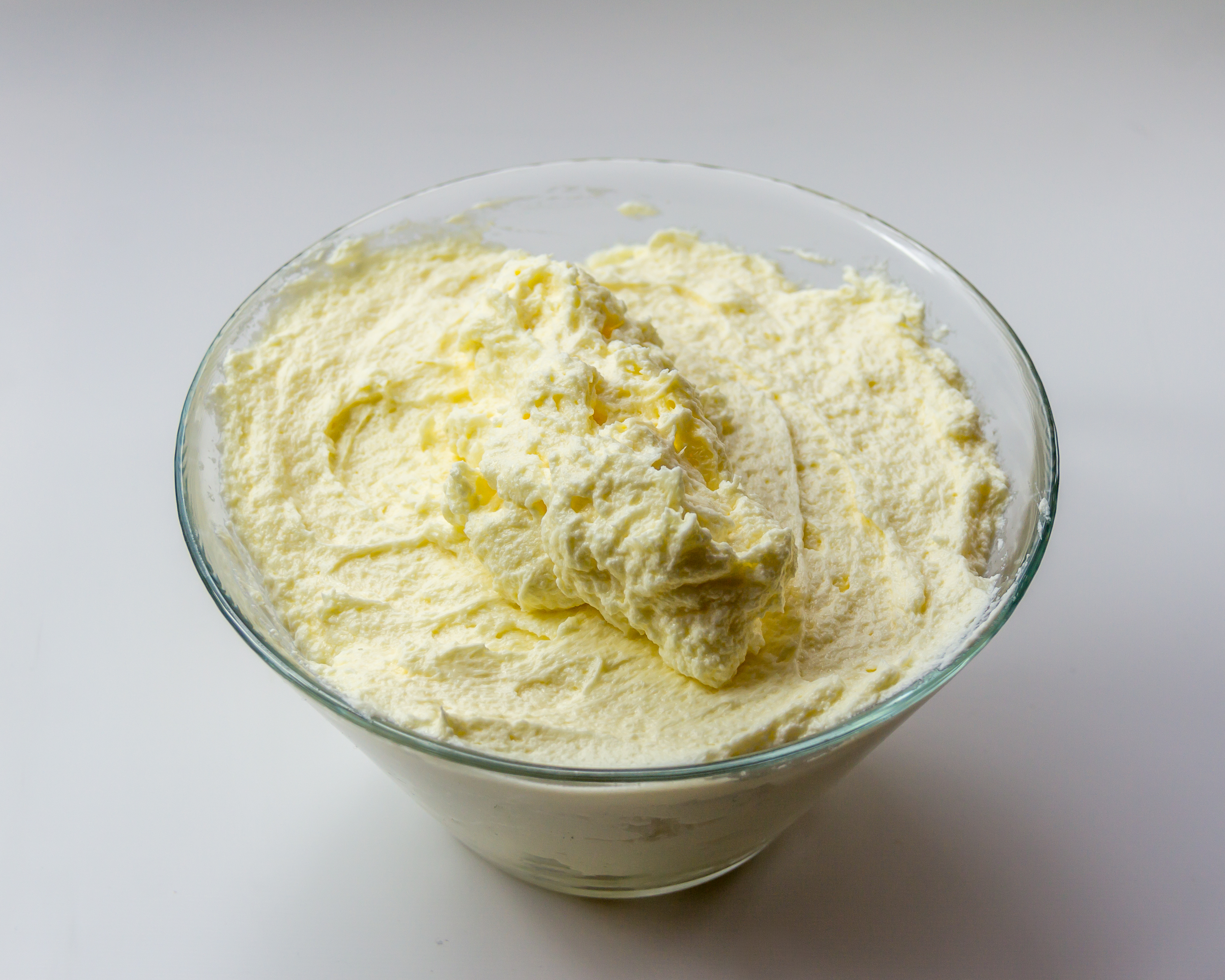
Bicchiere di crema al burro.

Secondo le fonti, la prima crema al burro fu inventata durante la seconda metà del diciannovesimo secolo dal pasticciere ungherese József Dobos, ricordato per aver anche ideato l'omonima torta. I pasticcieri tedeschi iniziarono a usare la cosiddetta buttercreme solo alla fine dello stesso secolo, come conferma ad esempio la ricetta per preparare la Prinzregententorte di Carl Krackhart del 1895, che contiene tale crema. Nell'edizione del 1891 del libro La scienza in cucina e l'arte di mangiar bene di Pellegrino Artusi è riportata la ricetta del dolce Torino a base di crema al burro.
Un libro del 1912 conferma che i pasticcieri iniziarono ad usare la crema al burro durante i primi anni del Novecento. Con il passare degli anni, la crema al burro entrò a far parte degli ingredienti di varie ricette fra cui il dolce mattone emiliano-romagnolo, i cupcake dei paesi anglosassoni, la torta Esterházy ungherese, e in svariate torte tedesche come la Frankfurter Kranz, la Fürst-Pückler-Torte (lett. "torta del principe Pückler") e la torta della Foresta Nera.

## Caratteristiche

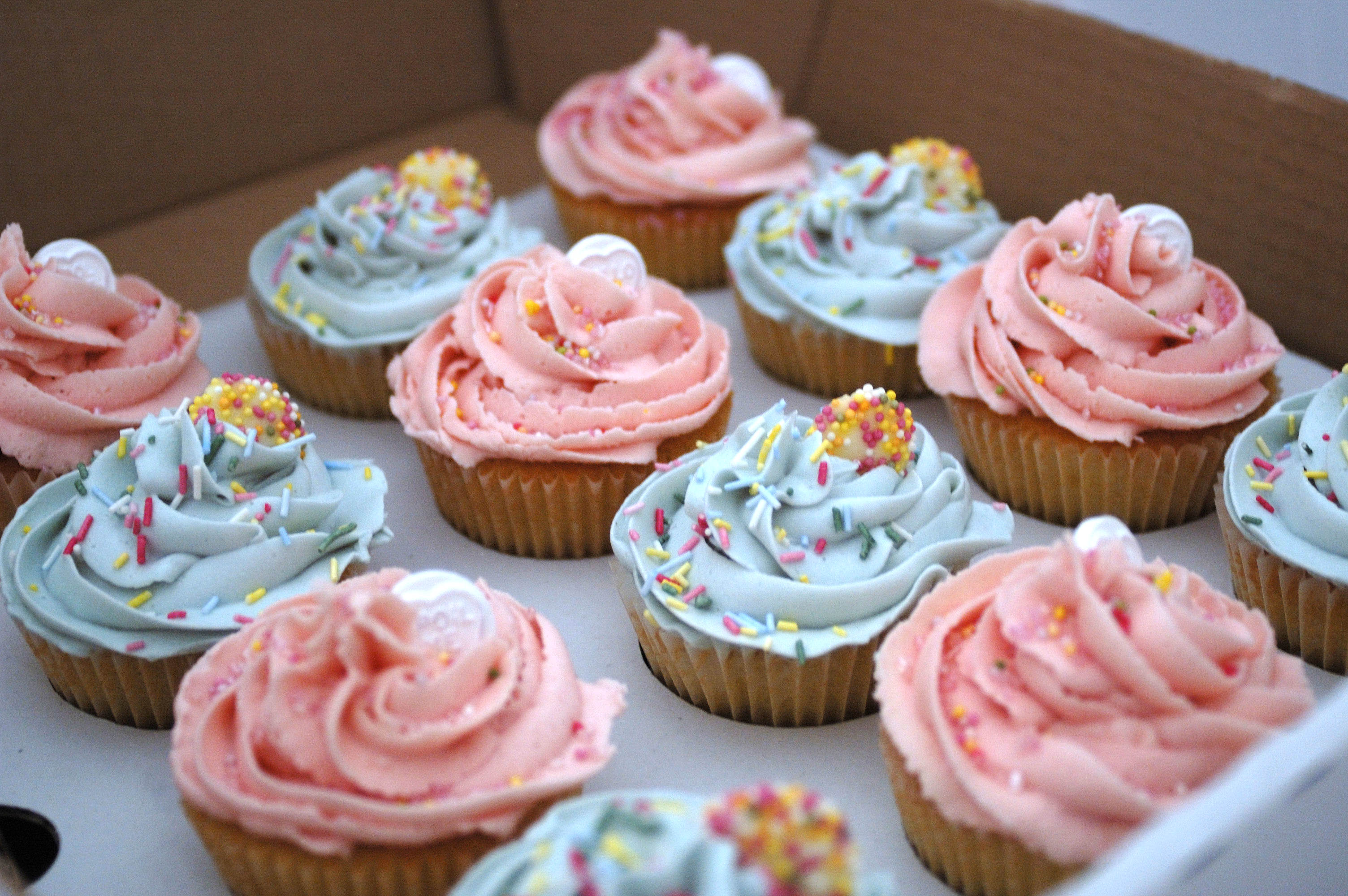
Cupcake con crema al burro

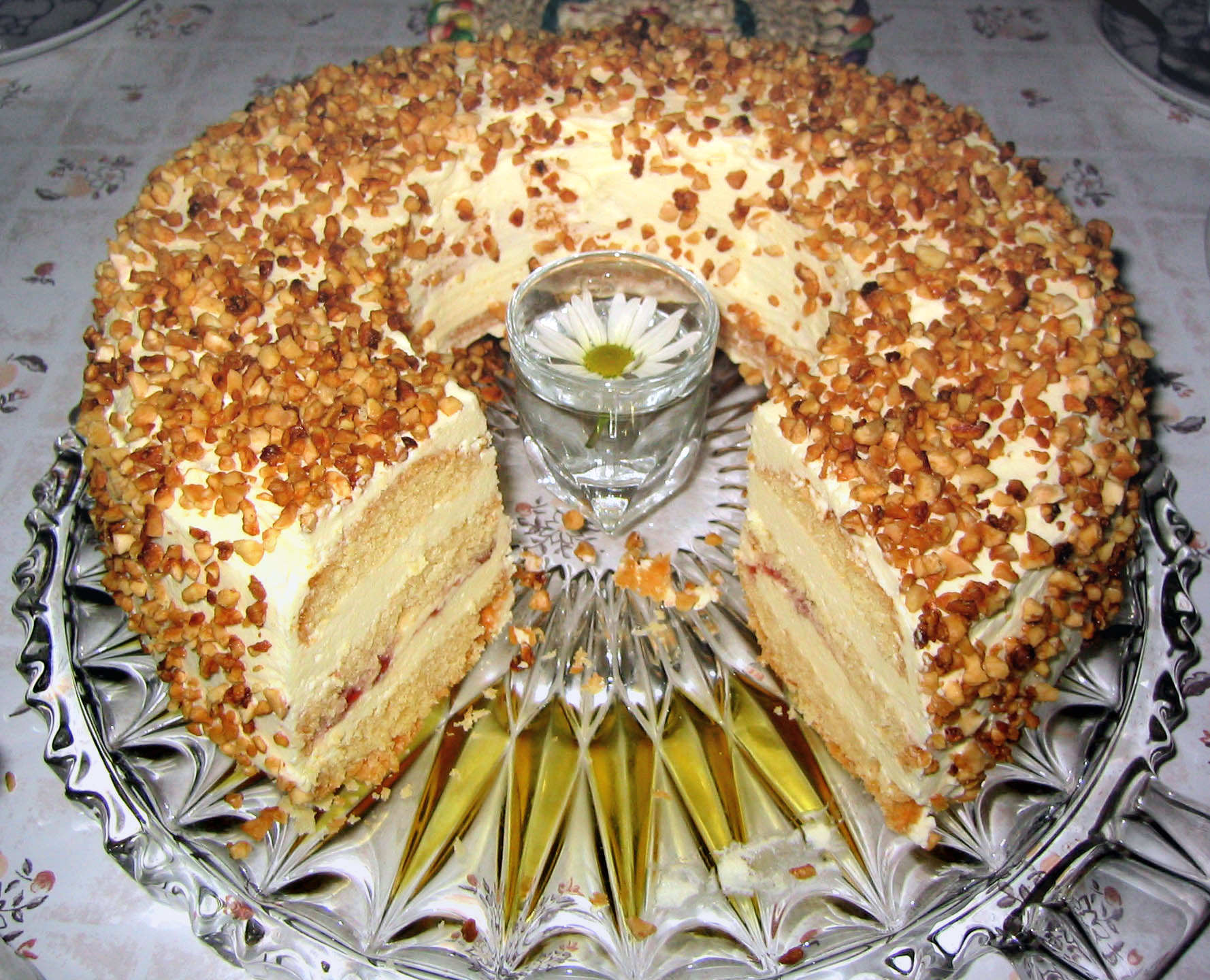
Frankfurter Kranz con crema al burro

Secondo il Deutsches Lebensmittelbuch, la crema di burro deve contenere almeno il 20% di burro o corrispondenti quantità di burro chiarificato. Se si utilizza la margarina al posto del burro, il prodotto dovrà essere rinominato "crema grassa", che deve contenere almeno il 20,5% di margarina o quantità equivalenti di burro anidro. Tutte le creme al burro vengono montate sottoponendo il burro a circa 20 °C e insaporite con noci, cioccolato fuso, torrone, polvere di caffè, fragole, canditi, liquore (ad esempio cognac, brandy o grappa) o altri ingredienti a piacere.

## Varianti

### Crema al burro statunitense
Rispetto ad altri tipi di crema al burro, la crema al burro preparata negli USA ha meno ingredienti ed è più semplice e veloce da preparare. Essa si ottiene montando insieme burro e zucchero a velo fino a quando si raggiungono la consistenza e leggerezza desiderate. Il burro può essere sostituito, in parte o del tutto, con margarina o altri grassi alimentari. Viene anche aggiunta una piccola quantità di latte o panna per regolare la consistenza. Di solito viene utilizzato il doppio dello zucchero rispetto al burro in peso. Alcune ricette richiedono anche latte o meringa in polvere. È anche più dolce grazie all'elevata quantità di zucchero. Dal momento che non ha uova o base cotta, è più compatta e si scioglie meno facilmente quando è in contatto con delle temperature elevate.

### Crema al burro meringata
La crema al burro meringata è tipica della cucina italiana e svizzera e si prepara amalgamando il burro ammorbidito con la meringa, italiana o svizzera, fino a renderlo leggero ed emulsionato. La meringa impiegata nella sua preparazione deve essere raffreddata a temperatura ambiente per impedire al burro di sciogliersi (esso ha un punto di fusione variabile sotto i 35°C) durante la successiva battitura.
La meringa conferisce alla crema al burro una struttura più compatta quando quest'ultima è sottoposta ad alte temperature.

### Ermine icing
La ermine icing (lett. "glassa di ermellino") o cooked flour frosting (lett. "glassa alla farina cotta") si prepara cuocendo farina e latte finché non se ne ricava una salsa roux. La miscela di latte cotto viene poi unita a del burro fino a quando si ottiene una salsa leggera. Oggi viene utilizzata meno sovente che in passato. È anche meno dolce e ha una consistenza simile alla panna montata. Tradizionalmente, essa veniva utilizzata per glassare la Red Velvet.

### Crema al burro francese
La crema al burro francese si ricava amalgamando il burro con tuorli d'uovo montati (pâte à bombe).

### Crema al burro tedesca
La crema al burro tedesca o mousseline, viene prodotta sbattendo insieme crema pasticcera e burro ammorbidito e può essere ulteriormente addolcita con dello zucchero a velo.